# Folkkommissarie
Folkkommissarie (ryska: народный комиссар, narodnij kommissar, förkortat Narkom) var i revolutionära Ryssland, Ukraina och senare i Sovjetunionen under perioden 1917–1946 en person som fungerade som minister. Termen minister ansågs vara en bourgeoisie-titel och befattningen fick därför namnet folkkommissarie. 
Folkkommissarierna i Ryssland ingick efter revolutionen tillsammans i Folkkommissariernas råd, vilket var revolutionära Rysslands (Ryska SFSR) regering från 1917. Då Sovjetunionen bildades 1922 grundades ett Folkkommissariernas råd för hela unionen, med Ryska SFSR:s Folkkommissariernas råd som förebild. 1946 döptes detta om till Ministerrådet, och folkkommissarierna blev samtidigt ministrar.